# Малоросійське генерал-губернаторство
Малоросі́йське генера́л-губерна́торство (рос. Малороссийское генерал-губернаторство) — адміністративно-територіальна і політична одиниця Російської імперії, створена 1802 року. Спершу складалося з двох губерній — Полтавської і Чернігівської, 1836 року до нього приєднано Харківську губернію. Очолювалося генерал-губернатором. До 1837 року резиденцією була Полтава, потім Харків. Ліквідоване 1856 року.

## Історія
1802 року Сенат створив Малоросійське генерал-губернаторство в складі Чернігівської, Полтавської та Слобідсько-Української губерній із завданням завершити інтеграцію Малоросії в склад імперії. На території Малоросійської губернії, а згодом і Малоросійського генерал-губернаторства діяли Генеральний Малоросійський суд (1797—1831) й земські підкоморські суди (1797—1834).
За штатним розписом установи 1802, 1826, 1836 при генерал-губернаторові діяли чиновники з особливих доручень та канцелярія, що поділялася на 5 відділів, у яких розглядалися адміністративні, поліцейські, судові цивільні і кримінальні справи, козацькі і фабрично-землеробські. 1840-го створено таємний відділ. Генерал-губернатор зосереджував усю повноту адміністративної влади: наділявся правом законодавчої ініціативи, визначав ступінь поширення в генерал-губернаторстві загальноросійських законів, контролював діяльність державних установ, у тому числі і судових, стежив за призначенням перших посад у губернських присутственних місцях. Здійснював організаційно-військові заходи з формування козацьких формуваннь 1812, 1831, 1855, забезпечував організацію переселення козаків і селян у Новоросійський край, на землі Чорноморського козацького війська, Всевеликого Війська Донського, у Крим; займався облаштуванням іноземних колоністів. За час його існування остаточно скасовано автономію Гетьманщини. Відмінності у становищі станів — шляхти, козацтва, купецтва і селянства — були нівельовані з переведенням у відповідність до загальноімперської системи. Останні два генерал-губернатори обіймали і посаду попечителя Харківського навчального округу з правом контролю за діяльністю Харківського університету. Малоросійське генерал-губернаторство було ліквідоване в 1856 році.

## Генерал-губернатори Малоросії
- кн. О. Куракін (1802—08)
- кн. Я. Лобанов-Ростовський (1808—16)
- кн. М. Рєпнін (1816—34)
- О. Гур'єв (1834—35)
- В. Левашов (1835—36)
- О. Строганов (1836—39)
- кн. М. Долгоруков (1840—47)
- С. Кокошкін (1847—56)